# Mijaíl Skopín-Shuiski
El príncipe Mijaíl Vasílievich Skopín-Shuiski (en ruso: Михаил Васильевич Скопин-Шуйский; 8 de noviembre de 1586-3 de mayo de 1610) fue un joven estadista ruso, figura militar del Período Tumultuoso. Fue el último representante de una de las ramas de la Casa de Shuya, familia de la antigua aristocracia rusa.

## Biografía
Habiendo perdido a su padre - el boyardo Vasili Fiódorovich Skopín-Shuiski - a una edad temprana, Mijaíl fue educado por su madre. Durante el reinado de Borís Godunov, fue nombrado stólnik (asistente del zar). Dimitri I lo nombró su méchnik, o porta-espadas, pidiéndole personalmente que trajera a Marfa Ivánovna - madre de Miguel I - a Moscú desde el exilio. Durante el reinado de Basilio IV, llegó a ser un cercano socio del zar.
Inició su carrera militar en 1606 con la aparición del rebelde Iván Bolótnikov, a quien derrotó en dos ocasiones, en primer lugar cerca del río Pajrá con una pequeña unidad puesta a su disposición (después de que Bolótnikov hubiese derrotado al ejército moscovita de Fiódor Mstislavski y otros boyardos), y después en Kotly; después de la segunda derrota, Bolótnikov y sus hombres huyeron hacia Tula. Skopín-Shuiski tomó parte activa en el exitoso asedio de Tula a cargo del ejército moscovita, hasta que se puso fin a la revuelta de Bolótnikov.

## Campañas contra el segundoFalso Dimitri

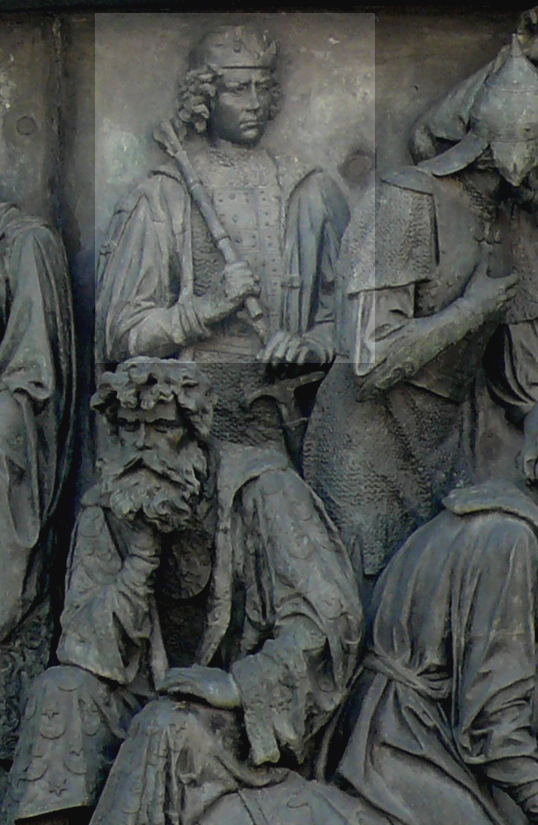
Mijaíl Skopín-Shuiski en el monumento del Milenario de Rusia

Cuando apareció en el horizonte político Dimitri II, el zar Vasili Shuiski decidió buscar la ayuda de los suecos, enviando a Mijaíl Skopín-Shuiski hacia Nóvgorod a negociar con ellos. A pesar de algunos obstáculos, Mijaíl se las arregló para conseguir el apoyo sueco al esfuerzo bélico del zar y así, el 14 de abril de 1609, Mijáil marchó de Nóvgorod con 12.000 soldados suecos bajo el mando de Jacob De la Gardie para salvar el trono ruso contra Dimitri II, quien contaba con el apoyo en dinero y tropas de poderosos aristócratas de Polonia.
Skopín-Shuiski capturó Oréshek, Tver y Torzhok, liberando el norte del país de los enemigos. También derrotó al hetman polaco Paweł Jan Sapieha en Kaliazin, haciéndolo abandonar el sitio del Monasterio de la Trinidad y de San Sergio. Las acciones bélicas de Mijaíl sufrieron a menudo la falta de fondos para mantener a los mercenarios suecos y la necesidad de adiestrar un ejército propio. Se dice, que muchos partidarios del falso Dimitri II huían al ver el ejército de Mijaíl, de modo que esto le hizo obtener una gran reputación. En un determinado momento, los partidarios del líder cosaco Prokopi Liapunov le ofrecieron el trono ruso, pero Mijaíl lo rechazó. Cuando Mijaíl regresó a Moscú a inicios de 1610, fue recibido de manera solemne como un verdadero héroe.

## Caída en desgracia
Estos hechos hicieron que la envidia germinara en sus aristocráticos parientes, especialmente Dmitri Shuiski, quien previamente había ganado fama de incompetencia militar y debió dimitir de su puesto de comandante del ejército moscovita en favor de Mijaíl. Se ha especulado también si el propio zar Basilio IV (Vasili Shuiski) había decidido deshacerse de Mijaíl Skopín-Shuiski, que con apenas 23 años podía ser un rival para el trono ruso gracias a su origen aristocrático y su enorme prestigio popular.
Durante una celebración, la mujer de Dmitri Shuiski envenenó la comida de Mijaíl, que murió tras dos semanas de agonía. Basilio IV ordenó que lo enterraran en la Catedral del Arcángel Miguel en Moscú, pero no en las criptas reales.
Sin un líder militar competente y eficaz, el trono de Basilio IV sufriría pronto nuevas amenazas de Polonia-Lituania y de Suecia, además de nuevas revueltas intestinas.